# Henry Hudson
Henry Hudson (1565 – 1611) var en engelsk opdagelsesrejsende og sejler.
Hudson prøvede at finde en vandvej til Asien gennem Nordvestpassagen og over Nordpolen ved ekspeditioner mellem 1607 og 1611. Under et senere forsøg måtte ekspeditionen vende ved Novaja Zemlja, og den fortsatte mod vest, til Newfoundland og nordøst-kysten af det, som i dag er USA. Her udforskede han i 1609 på opfordring fra hollandske myndigheder kystområderne omkring New York, Maine og Cape Cod og et stykke af Hudson-bugten og floden Hudson River, der begge bærer hans navn.
I 1610 begav han sig ud på en ny ekspedition for at finde en nordlig vandvej til Asien. Efter at have måttet overvintre i det, som nu er Hudson Bay i Canada, begik mandskabet på skibet mytteri foråret efter, da Hudson ville fortsætte ekspeditionen. Hudson, hans mindreårige søn John og syv andre, som enten var syge eller havde taget Hudsons parti, blev sat på havet i en lille båd og blev aldrig set igen.

## Baggrund
Hudson blev født i London. Hans bedstefar hed ligeledes Henry Hudson og var oldermand i London og med til at grundlægge Muskovy handelskompagni. Henry Hudson blev gift med Katherine Hudson, og de fik tre sønner: John, Richard og Oliver Hudson. Muscovy Company fik monopol på handelen mellem England og Rusland og havde som mål at finde Nordøstpassagen. Man har ikke i øvrigt kendskab til hans liv, men han må formodes at have deltaget i sejlads for Muscovy kompagniet og studeret kartografi, navigation, astronomi, matematik og sømandsskab som ung.

## Opdagelser
I 1607 blev han af "Det moskovitiske kompagni" valgt til at lede en ekspedition for at finde en vej over nordpolen til Japan og Kina. Hans skib ("Hopeful") var ret lille og havde kun 10 mand besætning. Han afsejlede i maj, men blev på grund af ismasser tvunget til fra Grønland at bøje af i nordøstlig retning og nåede derved Spitsbergen. Han fortsatte langs øgruppens kyster og sejlede til 81° n, hvor ekspeditionen på grund af fødevaremangel blev tvunget til at vende om. På hjemvejen opdagede han den ø, som senere fik navnet Jan Mayen.
Det følgende år forsøgte han at finde Nordøstpassagen. Han styrede forbi Nordkap øst på og nåede frem til Novaja Zemlja, hvor videre sejlads blev forhindret af is, som tvang ham til at vende om.
Han forsøgte for Det Nederlandske Ostindiske Kompagni i 1609 med skibet "Halve Maen" (Halvmåne) at finde en passage mod vest og på lavere breddegrader og udforskede egnen omkring udmundingen af den flod, som senere blev opkaldt efter ham, Hudsonfloden.
Sin sidste rejse foretog han i 1610 med skibet "Discovery" for engelsk regning også mod vest, men nordligere. Han rejste nordpå langs Grønlands vestkyst, sejlede gennem Hudson-strædet og kom så ind i den efter ham opkaldte bugt. Da han i begyndelsen troede at have været nået frem til Stillehavet, undersøgte han bugtens øst kyst og overvintrede i Jamesbugten. I juni det følgende år blev han fri af isen og sejlede skibet hjemad. Som følge af mangel på fødevarer og modvilje mod Hudson som ekspeditionsleder gjorde besætningen mytteri. Hudson, hans søn eller stedsøn og nogle andre blev af mytteristerne sat i en båd, som blev skubbet ud i isen og overladt til sin skæbne. Af besætningen nåede kun nogle få tilbage til Irland, de øvrige blev slået ihjel af deres oprørsfæller eller døde af sult. Fra England gik i 1612 to fartøjer under Sir Thomas Buttons ledelse ud for at finde ud af, hvad der var sket med Hudson. Men trods eftersøgninger såvel ved Button som ved William Baffin i 1614 forblev Hudsons og hans fællers skæbne ukendt.